# Interfase

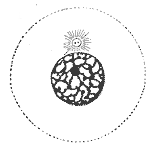
Il·lustració de la interfase a l'Anatomia de Gray. La cromatina encara no s'ha condensat i la cèl·lula duu a terme les seves funcions habituals.

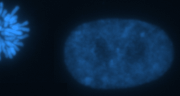
Una imatge del nucli d'una cèl·lula (HT1080) actualment en interfase (probablement G1). Nota: no és visible el citoplasma d'aquesta cèl·lula ni el de la cèl·lula veïna (a dalt a l'esquerra), actualment en la telofase de la mitosi. Imatge presa utilitzant un microscopi òptic i una tinció DAPI de l'ADN.

La interfase és la fase del cicle cel·lular en què la cèl·lula passa gran part del seu temps i duu a terme gran part de les seves funcions en preparació per la divisió cel·lular. La interfase és considerada la fase "vivent" de la cèl·lula, en què la cèl·lula obté nutrients, creix, copia el seu ADN, i duu a terme altres funcions cel·lulars habituals. La majoria de cèl·lules eucariotes passen gran part del temps en interfase. La interfase no es refereix a una cèl·lula que simplement està en repòs, sinó que és una preparació activa per la divisió cel·lular. Un error comú és que la interfase és la primera etapa de la mitosi; tanmateix, la profase és realment la primera etapa.
En interfase, la cèl·lula es prepara per a la mitosi o la meiosi. Les cèl·lules somàtiques, o cèl·lules diploides normals del cos, passen un procés de mitosi per reproduir-se per mitjà de la divisió cel·lular. En canvi, les cèl·lules germinals (per exemple, els espermatòcits de primer ordre i els oòcits de primer ordre) passen un procés de meiosi per tal de crear gàmetes haploides (espermatozous i òvuls) que serveixin per a la reproducció sexual.
Sota el microscopi, es pot reconèixer visualment la interfase, en què la membrana nuclear encara roman intacta, la cromatina encara no s'ha condensat i els cromosomes no són visibles, tot i que el nuclèol pot ser visible en forma de taca fosca gran. Els centríols i fusos mitòtics tampoc no són visibles encara, tot i que el centrosoma que els conté i organitza pot ser visible a prop del nucli.